# Keikyä kyrka
Keikyä kyrka (finska: Keikyän kirkko) är en kyrka i Sastamala. Den planerades av Josef Stenbäck, och blev klar 1912. Den grundrenoverades 1997.